# Sandvatnet/Kaldfjorden/Øyvatnet
Sandvatnet/Kaldfjorden/Øyvatnet er et vandkraftmagasin beliggende i Nord-Fron, Sør-Fron og Øystre Slidre kommuner i Innlandet fylke i Norge. Det består af de tre tidligere separate søer Sandvatnet (mod vest), Kaldfjorden (i midten) og Øyvatnet (mod øst). Magasinet blev dannet i forbindelse med reguleringen af  elven Vinstra i 1950'erne.